# 李興祖
李興祖（？年—？年），字廣寧，號慎齋，漢軍正黃旗人，歷官直隸慶雲縣知縣，沂郯海贛捕盜同知，河間府知府，山東鹽運使，雲南永昌道，四川按察使，江西布政使。